# Verlin
Verlin é uma comuna francesa na região administrativa de Borgonha-Franco-Condado, no departamento de Yonne. Estende-se por uma área de 14,2 km². Em 2010 a comuna tinha 421 habitantes (densidade: 29,6 hab./km²).